# Académie de l'air et de l'espace
Académie de l'air et de l'espace (AAE) criada em 1983 sob o nome de Académie nationale de l'air et de l'espace (a mudança de nome ocorreu em 2007), por iniciativa de André Turcat e da cidade de Toulouse, com Dominique Baudis como prefeito, é a Academia Francesa do Ar e do Espaço, uma associação que promove o desenvolvimento científico, técnico, económico e cultural no domínio do ar e do espaço.